# Wilkins (Familienname)
Wilkins ist ein englischer Familienname.

## Namensträger

### Familienname
- Barry Wilkins (1947–2011), kanadischer Eishockeyspieler
- Ben Wilkins, britischer Tontechniker
- Beriah Wilkins (1846–1905), US-amerikanischer Politiker
- Bobby-Gaye Wilkins (* 1988), jamaikanische Sprinterin
- Charles Wilkins (1749–1836), britischer Orientalist
- Christian Wilkins (* 1995), US-amerikanischer American-Football-Spieler
- Dalton Wilkins (* 1999), neuseeländischer Fußballspieler
- Damien Wilkins (* 1980), US-amerikanischer Basketballspieler
- David Wilkins (Segler) (David Robert Wilkins; * 1950), irischer Segler
- David Wilkins (Rechtswissenschaftler) (David B.Wilkins; * 1956), US-amerikanischer Rechtswissenschaftler und Hochschullehrer
- Dennis Wilkins (1924–2012), englischer Rugby-Union-Spieler
- Dominik Wilkins (* 1988), US-amerikanisch-deutscher Basketballspieler
- Dominique Wilkins (* 1960), US-amerikanischer Basketballspieler
- Dudley Wilkins (1914–1989), US-amerikanischer Dreispringer
- Ernest Hatch Wilkins (1880–1966), US-amerikanischer Romanist und Italianist
- Ernie Wilkins (1922–1999), US-amerikanischer Saxofonist
- Erwin Wilkins (1868–1940), deutscher Rittergutsbesitzer und Verwaltungsbeamter
- George Wilkins († 1618), englischer Dramatiker
- Gerald Wilkins (* 1963), US-amerikanischer Basketballspieler
- Gordon Wilkins (1912–2007), britischer Journalist und Automobilrennfahrer
- Harold T. Wilkins, britischer Journalist und Autor
- Hubert Wilkins (1888–1958), australischer Polarforscher
- Hugh Percy Wilkins (1896–1960), britischer Ingenieur und Astronom
- Immanuel Wilkins (* 1997), US-amerikanischer Jazzmusiker
- J. Ernest Wilkins Jr. (1923–2011), US-amerikanischer Mathematiker und Physiker
- Jack Wilkins (1944–2023), US-amerikanischer Gitarrist
- Jeff Wilkins (* 1972), US-amerikanischer American-Football-Spieler
- Jimmy Wilkins (Musiker) (1921–2018), US-amerikanischer Jazzmusiker
- Jimmy Wilkins (Basketballspieler) (1947–2012), US-amerikanischer Basketballspieler
- Joe Willie Wilkins (1921/1923–1979), US-amerikanischer Bluesgitarrist, Sänger und Songwriter
- John Wilkins (1614–1672), englischer Geistlicher, Bischof von Chester
- Kaya Wilkins (* 1990), US-amerikanisch-norwegische Sängerin und Schauspielerin, siehe Okay Kaya
- Kim Wilkins (* 1970), australische Schriftstellerin
- Lawson Wilkins (1894–1963), US-amerikanischer pädiatrischer Endokrinologe
- Louis Wilkins (1882–1950), US-amerikanischer Leichtathlet
- Luke J. Wilkins (* 1979), Schweizer Schauspieler
- Mac Wilkins (* 1950), US-amerikanischer Leichtathlet
- Mary Eleanor Wilkins Freeman (1852–1930), US-amerikanische Schriftstellerin
- Maurice Wilkins (1916–2004), neuseeländischer Physiker
- Morris Wilkins († 2015), US-amerikanischer Hotelier
- Ray Wilkins (1956–2018), englischer Fußballspieler und -trainer
- Rick Wilkins (* 1927), kanadischer Komponist, Arrangeur, Saxophonist und Dirigent
- Robert Wilkins (1896–1987), US-amerikanischer Gospelmusiker
- Robert W. Wilkins (1906–2003), US-amerikanischer Mediziner
- Roger Wilkins (* 1932), US-amerikanischer Bürgerrechtler
- Rosalie Wilkins, Baroness Wilkins (1946–2024), britische Politikerin
- Roy Wilkins (1901–1981), US-amerikanischer Bürgerrechtler
- Toby Wilkins (* 1972), britischer Filmregisseur
- William Wilkins (Architekt) (1778–1839), britischer Architekt und Altertumsforscher
- William Wilkins (Politiker) (1779–1865), US-amerikanischer Jurist und Politiker

### Fiktive Figuren
- Peter Wilkins, Titelheld von The Life and Adventures of Peter Wilkins (1750), utopischer Roman von Robert Paltock